# Molokai, la isla maldita
Molokai, la isla maldita es una película española de 1959, dirigida por Luis Lucia e interpretada por Javier Escrivá, Roberto Camardiel, Gerard Tichy, Marcela Yurfa, Nani Fernández, Ángel Aranda y María Arellano. En papeles secundarios aparecieron Lola Gaos y Luis Ciges. El guion estuvo a cargo de Luis Lucia y Jaime García-Herranz. La música fue compuesta por Salvador Ruiz de Luna.
Se rodó en los palmerales de Alicante.

## Tema
Desarrolla un tema histórico y religioso muy grato al cine español de la posguerra: la vida heroica de San Damián de Molokai con los leprosos de la isla de Molokaʻi (Reino de Hawái) a finales del siglo XIX.

## Premios
Medallas del Círculo de Escritores Cinematográficos
| Categoría             | Película             | Resultado |
| --------------------- | -------------------- | --------- |
| Mejor actor principal | Javier Escrivá       | Ganador   |
| Mejor guion           | Jaime García-Herranz | Ganador   |

- El Sindicato Nacional del Espectáculo le concedió el premio a la mejor película y a Luis Lucia el de mejor director.
- Javier Escrivá obtuvo el Premio Fotogramas de Plata al mejor intérprete de cine español.

## Remakes
- En 1980 se produjo una película sobre el padre Damián: Father Damien: The Leper Priest (1980). Fue interpretado por el actor Ken Howard (película para televisión).
- En 1999 se produjo una película belga con el mismo tema: Molokai: The Story of Father Damien, dirigida por Paul Cox y protagonizada por David Wenham.

También en 1938 se había rodado un cortometraje titulado The Great Heart de David Miller sobre el Padre Damián.